# Синвар, Яхья
Яхья Ибрахим Хасан Синвар (араб. يحيى إبراهيم حسن السنوار‎; 29 октября 1962, Хан-Юнис, сектор Газа — 16 октября 2024[…], Тель-аль-Султан, сектор Газа) — палестинский политический и военный деятель, фактический лидер ХАМАС с 2017 по 2024 год, глава его политического бюро с августа 2024 года по октябрь 2024 года, определённый США как глобальный террорист особого значения и внесённый Евросоюзом в список террористов. 
Один из основателей вооруженного крыла ХАМАС — Бригад «Изз ад-Дин аль-Кассам». Сооснователь подразделения внутренней безопасности движения ХАМАС — «Мажд». Считается одним из организаторов вторжения ХАМАС в Израиль в 2023 году, за которым последовала война между Израилем и ХАМАС, распространившаяся на другие части Ближнего Востока. Убит в перестрелке с израильскими военными 16 октября 2024 года в Рафахе. Также был известен под куньей Абу Ибрахим. 
За организацию терактов и массовых убийств предполагаемых нарушителей исламских нравов имел прозвище «Мясник из Хан-Юниса».

## Биография

### Ранние годы
Родился 29 октября 1962 года в семье из города Мадждаль (ныне Ашкелон в Израиле); его родители стали беженцами после арабо-израильской войны 1947—1949 гг.
Вырос в лагере беженцев Хан-Юнис. После окончания школы поступил в Исламский университет в Газе и получил степень бакалавра по арабскому языку.
Впервые был арестован Израилем в 1982 году в возрасте 19 лет за «исламскую деятельность», второй раз — в 1985 году. Считается, что в то время он завоевал доверие основателя движения ХАМАС шейха Ахмеда Ясина, с которым установил тесные отношения.
В 1987 году в возрасте 25 лет он создал организацию внутренней безопасности движения ХАМАС — «Мажд» (Majd —Munazzamat al Jihad w’al-Dawa), которая, в том числе, специализируется на работе по выявлению израильских агентов. Лично участвовал в убийствах палестинцев, подозреваемых в сотрудничестве с Израилем.

### Арест и заключение
В 1988 году был арестован и в 1989 году осуждён за 12 убийств; приговорён к пяти пожизненным заключениям. В 1989 году Яхья Синвар следующим образом описал казнь Рами Салима из-за связей жертвы с Израилем:

Я завязал ему глаза, чтобы он не видел, куда мы едем. На кладбище я толкнул Расми в могилу и там задушил. Потом завернул в саван и зарыл.
В 2008 году во время тюремного заключения в Израиле ему сделали операцию по удалению опухоли на головном мозге. За время, проведенное в заключении, овладел ивритом.
В 2011 году, после более 22 лет в израильских тюрьмах, был освобождён Израилем в рамках сделки Шалита и считается главным освобождённым лицом в той сделке. В операции по похищению израильского солдата принимал участие брат Синвара.

### Дальнейшая деятельность
В апреле 2012 года, через несколько месяцев после возвращения из тюрьмы, Синвар был избран в политбюро ХАМАС.
В сентябре 2015 года был признан правительством США глобальным террористом особого значения.
В феврале 2017 года был избран лидером ХАМАСа в секторе Газа на внутрипартийных выборах, сменив Исмаила Ханию, ранее занимавшего эту должность. Между ним и Исмаилом Ханией впоследствии отмечались существенные трения.
С 14 ноября 2023 года находился под санкциями Великобритании (запрет на въезд в страну и заморозка банковских счетов в случае их обнаружения) и США.
Яхья Синвар с момента начала операции «Железные мечи» не делал заявлений, а 30 ноября 12-й канал израильского ТВ отметил, что тот заявил: «Лидеры оккупации должны знать, что 7 октября было просто репетицией».
16 января 2024 года внесён Евросоюзом в список террористов в ответ «на угрозу, исходящую от ХАМАС и его жестокие и неизбирательные террористические атаки в Израиле 7 октября 2023 года»
20 мая 2024 года прокурор Международного уголовного суда Карим Хан запросил ордер на арест Яхьи Синвара как ответственного за военные преступления против человечности в ходе нападения ХАМАС на Израиль, включая истребление, убийства, захват заложников, пытки, изнасилования и сексуализированное насилие.
6 августа 2024 года Яхья Синвар избран на должность главы политбюро ХАМАС, заняв место убитого Исмаила Хании.

## Гибель
16 октября 2024 года Синвар был убит силами Армии обороны Израиля в Рафахе. Исследование образцов ДНК подтвердило факт убийства главы ХАМАС в секторе Газа. Установление личности Синвара прошло оперативно, так как он в прошлом был под стражей в израильских тюрьмах и проходил лечение в израильской больнице, где ему удалили опухоль мозга.

## Оценки
По словам бывшего главы следственного отдела Шабак Михи Коби, допрашивавшего Синвара на протяжении 150—180 часов, «он крайне харизматичен, очень умен и хитер, яростно ненавидит евреев и не интересуется ничем, кроме джихада <…> Он фанатик и социопат <…> У него огромные амбиции».

## Семья
Его младший брат — Мохаммед Синвар.

### Комментарии
1. ↑  ХАМАС признан террористической организацией Европейским союзом, Организацией американских государств и властями Аргентины, Австралии, Великобритании, Израиля, Канады, Новой Зеландии, Парагвая, США и Японии. Его деятельность также запрещена в Иордании и Египте.